# Jailbait
Jailbait (wymowa w IPA: [ˈdʒeɪlˌbeɪt], z ang. dosł. „więzienna przynęta”) – pochodzące z języka angielskiego, slangowe określenie osoby poniżej wieku przyzwolenia, której zewnętrzny wygląd może wskazywać na jej starszy wiek. Czasami używane w sposób deprecjonujący wobec niepełnoletnich ofiar molestowania seksualnego. Polskim odpowiednikiem stosowanym przez tzw. grupy łowców pedofilów jest słowo wabik.
Określenie to używa się w stosunku do osób w różnym wieku, w zależności od wieku przyzwolenia w danym kraju. W Polsce wynosi on 15 lat.

## W kulturze popularnej
Stało się elementem kultury popularnej w 1982 roku, gdy nazwano tak piosenkę zespołu rockowego Aerosmith.
Tak samo nazwano film Jailbait z 2000 roku, komedię opowiadającą losy Adama Fishera – 18-letniego ucznia szkoły średniej, który w toalecie restauracji uprawiał seks z 15-letnią Gynger, uczennicą drugiej klasy szkoły średniej; Gynger zaszła w ciążę, a Lydia Stone, prokuratorka okręgowa, która bierze udział w wyborach na burmistrza, postanawia żądać skazania go na maksymalny wyrok 40 lat pozbawienia wolności, ponieważ chce wykorzystać tą sytuację w swej kampanii wyborczej.